# Иодид лантана(III)
Иодид лантана(III) — бинарное неорганическое соединение, соль металла лантана и иодистоводородной кислоты с формулой LaI3, жёлто-зелёные кристаллы, растворимые в воде.

## Получение
- Нагревание лантана и иода в инертной атмосфере:

{\displaystyle {\mathsf {2La+3I_{2}\ {\xrightarrow {T}}\ 2LaI_{3}}}}
- Нагревание оксида лантана с иодидом аммония:[1]

{\displaystyle {\mathsf {La_{2}O_{3}+6NH_{4}I\ {\xrightarrow {350^{o}C}}\ 2LaI_{3}+6NH_{3}+3H_{2}O}}}

## Физические свойства
Иодид лантана(III) образует жёлто-зелёные кристаллы
ромбической сингонии, пространственная группа A mam, параметры ячейки a = 1,005 нм, b = 1,41 нм, c = 0,433 нм, Z = 4.
Хорошо растворяется в воде, этаноле, ацетоне, пиридине.